# Baie de Tanger
Baie de Tanger är en vik i Marocko.   Den ligger i regionen Tanger-Tétouan-Al Hoceïma, 220 km norr om huvudstaden Rabat.